# R4D Nunatak
R4D Nunatak är en nunatak i Antarktis. Den ligger i Östantarktis. Nya Zeeland gör anspråk på området. Toppen på R4D Nunatak är 1 921 meter över havet, eller 296 meter över den omgivande terrängen. Bredden vid basen är 2,9 km.
Terrängen runt R4D Nunatak är kuperad åt sydväst, men åt nordost är den platt. Trakten är obefolkad. Det finns inga samhällen i närheten. 